# Грипго
Грипго — комбінований аналгетичний та жарознижувальний препарат.
Грипго також має симпатоміметичної та антигістамінну активність і полегшує носове дихання при запальних захворюваннях дихальної системи. До складу препарату входять чотири активних компоненти — парацетамол, фенілефрин, хлорфенірамін та кофеїн, які взаємно доповнюють дію один одного.
Механізм дії препарату Грипго і його терапевтичні ефекти засновані на фармакологічні властивості активних компонентів: Парацетамол — ненаркотичний анальгетик, що володіє вираженою антипиретической та анальгетичну активність, пов'язану з пригніченням активності циклооксигенази і зниженням рівня простагландинів у тканинах нервової системи. Парацетамол практично не має протизапальної дії.
Кофеїн — алкалоїд, що стимулює дихальний і судиноруховий центри в головному мозку. Кофеїн потенціює дію парацетамолу, а також підвищує працездатність і поліпшує емоційний стан пацієнтів.
Фенілефрину гідрохлорид — симпатомиметик, звужує периферичні судини. Фенілефрин зменшує набряк і гіперемію слизової оболонки носа і горла, полегшує носове дихання, зменшує ринорею.
Хлорфеніраміну малеат — конкурентний блокатор Н1-гістамінових рецепторів. Хлорфенірамін зменшує ринорею, набряк і гіперемію слизової оболонки носа у пацієнтів з гострими респіраторними захворюваннями, а також зменшує неприємні відчуття в очах.
Фармакокінетика активних компонентів препарату при прийомі комбінованого засобу не відрізняється від такої при прийомі монопрепаратів: Пік плазмової концентрації парацетамолу відзначається через 10-60 хв після прийому всередину, фенілефрину — 1-2 години. Близько 25 % парацетамолу та хлорфеніраміну зв'язується з білками плазми. Парацетамол метаболізується в печінці з утворенням ряду фармакологічно неактивних метаболітів.
Активні компоненти препарату Грипго проникають крізь гематоплацентарний бар'єр і виділяються з грудним молоком.
Всі активні компоненти виводяться переважно нирками. Період напіввиведення парацетамолу становить 1-4 години, фенілефрину — 2-3 години.
Показання до застосування: Препарат призначений для симптоматичної терапії пацієнтів з запальними захворюваннями дихальної системи різного генезу, які супроводжуються підвищенням температури тіла, рінореєю, болем у горлі, головним та м'язовим болем, а також кашлем.
Спосіб застосування: Грипго призначений для перорального застосування. Таблетки не слід розжовувати або подрібнювати перед застосуванням. Препарат приймають незалежно від прийому їжі, при розвитку небажаних ефектів з боку травної системи препарат рекомендується приймати після їди.
Підліткам та дорослим звичайно призначають по 1 таблетці препарату Грипго 3-4 рази на добу.
Максимальна добова доза препарату Грипго становить 4 таблетки.
Якщо протягом 3 днів терапії не спостерігається покращення стану пацієнта, слід припинити прийом препарату і звернутися до лікаря.
Рекомендована тривалість курсу терапії становить 3-5 днів.
При тривалій терапії препаратом Грипго слід контролювати функцію печінки і картину крові.
Побічні дії: Грипго зазвичай добре переноситься пацієнтами. У поодиноких випадках відзначали розвиток таких небажаних ефектів у період терапії препаратом: З боку серця, судин і системи крові: артеріальна гіпертензія, тахікардія, брадикардія, тромбоцитопенія, агранулоцитоз.
З боку шлунково-кишкового тракту і печінки: нудота, блювання, локалізований біль у животі, сухість слизової оболонки рота, діарея. В деяких випадках можливий розвиток гепатотоксичної дії препарату.
З боку центральної нервової системи: сонливість або надмірна збудливість, безпричинна тривога, запаморочення, тремор кінцівок.
Алергічні реакції: кропив'янка, шкірний свербіж, набряк Квінке, анафілактичний шок.
Інші: затримка сечовипускання.
Протипоказання: Грипго не призначають пацієнтам з індивідуальною гіперчутливістю до компонентів, які входять до складу препарату, а також до інших нестероїдних протизапальних засобів (у тому числі пацієнтам з «аспірінової тріадою» в анамнезі).
Препарат не слід призначати пацієнтам з дефіцитом глюкозо-6-фосфатдегідрогенази.
Препарат Грипго протипоказаний пацієнтам, що страждають важкими порушеннями функції печінки і нирок, вираженою артеріальною гіпертензією, захворюваннями крові, а також тиреотоксикозом і хронічним алкоголізмом.
Препарат Не слід застосовувати для терапії пацієнтів, які нещодавно перенесли інфаркт міокарда, а також пацієнтам з нестабільною стенокардією, аритмією, глаукомою і гіпертрофією передміхурової залози.
Грипго не застосовують для лікування дітей молодше 12 років, а також вагітних і годуючих жінок.
Необхідно дотримуватися обережності, призначаючи препарат пацієнтам із серцевою недостатністю, атеросклеротичними ураженнями судин, а також пацієнтам літнього віку.
Пацієнтам, робота яких пов'язана з водінням автомобіля і управлінням потенційно небезпечними механізмами, слід дотримуватися обережності при прийомі препарату Грипго.
Вагітність: Не рекомендується прийом препарату Грипго в період вагітності.
При необхідності призначення препарату в період лактації слід відмінити грудне вигодовування. Відновлювати грудне вигодовування можна після консультації лікаря та закінчення курсу терапії препаратом.
Взаємодія з іншими лікарськими засобами: Заборонено призначення препарату Грипго сочетано з етиловим спиртом, а також лікарськими засобами, до складу яких входить парацетамол та інші ненаркотичні анальгетики.
Барбітурати, карбамазепін, дифенін, рифампіцин, зидовудин та інші препарати, индуктирующие мікросомальні ферменти печінки, посилюють розвиток гепатотоксичної дії парацетамолу.
Барбітурати при одночасному застосуванні знижують антипиретическое дію парацетамолу.
Препарат Грипго не слід призначати пацієнтам, які отримують терапію трициклічними антидепресантами та інгібіторами моноаміноксидази. Прийом парацетамолу можливий тільки через 2 тижні після закінчення прийому інгібіторів моноаміноксидази.
Можливий розвиток артеріальної гіпертензії у пацієнтів, які одночасно приймають резерпін і препарат Грипго.
Похідні алкалоїдів ріжків підвищують ризик розвитку аритмії у період терапії препаратом Грипго.
Метоклопрамід, домперидон і холестирамін знижують абсорбцію активних компонентів препарату Грипго.
Можливе збільшення плазмової концентрації і токсичність кофеїну при одночасному застосуванні з флюконазолом, кетоконазолом, тебинафином і мексилетином.
Парацетамол посилює терапевтичний ефект непрямих антикоагулянтів.
Передозування: Прийом завищених доз препарату Грипго викликає у пацієнтів розвиток нудоти, блювоти, нудоти, локалізованої болю в животі, надмірної пітливості і сухості слизових оболонок рота, горла і носа. При подальшому збільшенні дози можливий розвиток порушень дихання, сплутаність свідомості, порушення серцевого ритму, підвищення артеріального тиску і гіперемії обличчя. При важкій інтоксикації відзначається розвиток печінкової недостатності і коми.
Специфічного антидоту немає. Якщо після прийому таблеток пройшло не більше 1 години проводять промивання шлунка і призначають прийом энтеросорбентных коштів. Крім того, при передозуванні проводять симптоматичну терапію та заходи спрямовані на підтримання дихальної функції, а також функції печінки і серцево-судинної системи.
Форма випуску: Таблетки, розфасовані по 4 штуки в стрипи, по 1 стрипу в картонній конверті, по 50 конвертів, упакованих в картонну пачку.
Таблетки по 10 штук в контурній чарунковій упаковці, по 1 упаковці в картонній пачці, по 10 картонних пачок, вміщених у картонну коробку.
Умови зберігання: Препарат Грипго слід зберігати при температурі, що не перевищує 25 градусів Цельсія.
Термін придатності препарату становить 3 роки.
Синоніми: Хелпекс, Риниколд, Грипфлю, Ринза.
Склад:
1 таблетка препарату Грипго містить: Парацетамолу — 500 мг;
Фенілефрину гідрохлориду 10 мг;
Хлорфеніраміну малеату — 2 мг;
Кофеїну — 30 мг;
Додаткові речовини.